# Каноза Санита
Каноза Санита (итал. Canosa Sannita) је насеље у Италији у округу Кјети, региону Абруцо.
Према процени из 2011. у насељу је живело 899 становника. Насеље се налази на надморској висини од 239 м.

## Становништво
Према резултатима пописа становништва 2011. у општини је живело 1.441 становника.
| 1931. | 1936. | 1951. | 1961. | 1971. | 1981. | 1991. | 2001. | 2011. |
| ----- | ----- | ----- | ----- | ----- | ----- | ----- | ----- | ----- |
| 2.053 | 2.120 | 2.150 | 1.897 | 1.665 | 1.599 | 1.586 | 1.510 | 1.441 |